# きれいな核
きれいな核（きれいなかく）とは、日本共産党が東西冷戦下において共産主義国の核武装を正当化していた主張を、批判的な立場から簡略化したレトリック。きれいな原爆、きれいな水爆といった表現もある。共産党系が実際に「きれいな核」という表現を用いていたという主張もある。
放射性降下物に関連して用いられる「きれいな核」「きれいな原爆」、またクリーンボム（英語: clean bomb）の用法とは一部関連も見られる。日本共産党はこの意味での「東側諸国」の核は「きれいな核」であるとしたことはないと主張しているが 、批判者側が用いる際にはこの意味を含意していないこともある。

## 日本共産党の核問題への対応
日本共産党は原水爆禁止日本協議会（原水協）の非核運動に強く参加し、一時はその主張が非核・反核運動の主流となってきた。その一方で、1960年代を中心にソビエト連邦・中華人民共和国の核実験・核開発について擁護的な言論を行ってきた。
共産党側は「アメリカがあくまで核兵器にたよって侵略政策をつよめるなら、その対象とされる側が防衛上の措置をとる権利も認めざるを得ない」などと、アメリカや帝国主義に対する防衛の権利であると主張していた。

### ソ連の核実験支持
1958年にはソ連とアメリカ・イギリスが核実験停止を声明した。原水協はソ連に対しては「このたびソ連政府が核兵器実験の一方的中止を宣言したことは、日本協議会の要請してきた方向への大きな前進であり、われわれは心からこれを歓迎する。」と全面的に肯定し、実験を再開する自由を留保したことに対する言及は見られなかった。一方でアメリカ・イギリスに対しては「一定の条件つきではあるが、歓迎するものである」「これを全面的に支持するわけにはゆかない」と否定的なトーンが貫かれ、声明に関与していないフランスの動きにまで言及している。1961年にはソ連が核実験を再開し、9月1日から2日にかけて原水協は担当常任理事会を開いて協議を行った。この中で日本共産党や日本平和委員会の代表はソ連の実験再開の責任は西側にあり、ソ連の核実験を支持すると主張した。結果として、2日に出された原水協の声明は「ソ連政府の実験再開決定に対して強く反対する」としながらも、「ソ連政府をして核実験再開を余儀なくさせた国際情勢のきびしさについて世論の冷静な注意と真剣な検討を要望する」というソ連政府の立場についても言及を行ったものであった。地方の原水協の間でもソ連支持派が多く、核実験に反対する被爆者に対して「被爆者意識でものをいうな」と怒鳴りつける事例もあったという。日本共産党は『アカハタ』においてもソ連の核実験支持の言動を繰り返し行っている。原水協の代表理事を務めた吉田嘉清は、広島の共産党員が「今やソ連の核実験を支持することが原水爆禁止運動の当面の肝だ」ということを日本原水爆被害者団体協議会の森滝市郎を始めとする被爆者の前で述べていたとしている。
1962年の第8回原水禁世界大会では、「いかなる国の核実験にも反対する」という基調報告に対して日本共産党が反対した。共産党側は「平和の敵であるアメリカ帝国主義の打倒、ソ連の核実験は平和を守るためで支持する、軍事基地反対・民族独立・安保反対闘争」という従来路線を取るよう強く求め、結果的にこの大会ではソ連の核実験に対する反対声明は出されなかった。これに反発した日本労働組合総評議会、全国地域婦人団体連絡協議会、日本青年協議会など11団体は大会から退場し、すべての国の核実験に反対することを求めた上で、反核運動に政治的立場を持つことへの抗議を行った。上田耕一郎（後の副委員長）は日本共産党の機関誌『前衛』1962年10月号において「極度に侵略的な戦略を完成しようとするアメリカの核実験に対して、ソ連が防衛のための核実験をおこなうことは当然であり、世界大戦の勃発を阻止するための当然の措置」と述べている。民社党系はこうした運動方針に反発し、核兵器禁止平和建設国民会議（核禁会議、現：核兵器廃絶・平和建設国民会議）を結成して分裂することとなった。

### 中国の核実験支持と部分的核実験禁止条約による非核運動の分裂
1963年10月16日には中華人民共和国が核実験を行い、日本共産党は「止むを得ざる実験」などと肯定的な見解を示していた。上田耕一郎は『前衛』1963年10月号において「（自然的・科学的にはすべての核実験は）区別することはできない。（中略）だが核実験を、その政治的、階級的本質においてみるならば、階級的立場を放棄することなしにはすべての核実験を一色に塗りつぶすことはできないし、また塗りつぶすべきではない」として、西側と東側の核実験を別物であるとしている。また日本共産党参議院議員の岩間正男は「まず第一に、世界の核保有国が五カ国となった。ことに世界の四分の一の人口を持つ社会主義中国が核保有国になったことは、世界平和のために大きな力となっている。」「元来、社会主義国の核保有は帝国主義国のそれとは根本的にその性格を異にし、常に戦争に対する平和の力として大きく作用しているのであります。その結果、帝国主義者の核独占の野望は大きく打ち破られた」と肯定的に論評している。また歴史学者の今西一は京都の京都府立鴨沂高等学校で、「中国核実験万歳」とかいう立看板を民青同盟が出しているのを見たと証言している。
この頃、アメリカ合衆国とソビエト連邦が協議し、部分的核実験禁止条約の締結がすすめられていた。日本共産党はこの条約はアメリカ帝国主義によるものであるとして強く反対していた。これは前年度に核実験を行った中国共産党に配慮したものと見られる。1964年には条約に賛成していた党内の親ソ派志賀義雄らが追放され、ソ連が志賀らを公然と支持するにあたって、日本共産党は中国共産党寄りに路線転換することとなった。これにより、条約を支持していた日本社会党との対立が激化し、社会党系は原水爆禁止日本国民会議（原水禁）を結成、運動は再び分裂した。
1966年の第10回党大会決定では「核実験による放射能は、米ソいずれの実験を問わず当然それ自体生理的に有害なものである。われわれはこの実験そのものが持つ人体への有害な作用を軽視していない。だが、そこから世界平和の大局的な利益にとってのソ連核実験の政治的意義を、物理的な現象と混同することは正しくない。社会主義国の実験は、帝国主義者による核戦争を阻止する役割をもっている」「核実験の循環競争の機動力はアメリカ帝国主義である。したがってソ連の核実験に抗議することは、世界平和の立場からみて妥当でない」と支持声明を出している。

### 自主路線後の方針転換
その後、日本共産党は中国・ソ連の双方から距離を置く「自主独立路線」に転換した。これ以降は「すべての核に反対する」という主張を行っている。1980年、原水協による原水爆禁止世界大会では「中ソの核実験にも反対」と声明が行われているが、過去の支持発言に対する見解は示されていない。

## 表現
「きれいな核」という表現は、主に日本共産党とその主張を非難・揶揄する立場から用いられている。
鶴見俊輔は「共産党系はソヴィエトがつくる原爆ならば目的も立派だから、きれいな原爆・きれいな水爆ってこと言うでしょう。ここまで言ったんですよ。そうするとアメリカの目的で使った原爆は汚い原爆だ」と述べており、「きれいな」「きたない」といった表現自体は核の使用目的によるものとして使用しており、共産党系で実際に用いられた用語であるとしている。

### 放射性降下物に関する表現
「きれいな原爆」 (clean bomb) 「無害な放射性投下物」 (harmless fall-out) という表現は、ブラボー実験以降問題となった大量の放射性降下物を生じる大量破壊兵器としての核兵器を「ダーティーボム」（汚い爆弾）と呼び、対義語として目標限定破壊兵器としての核兵器を「クリーンボム」と呼ぶこともある。1958年にはアラン・ダレス国務長官が外交委員会秘密会において「大気層を汚染しない『きれいな核爆弾』が進歩している傾向から、核実験は大した問題ではなくなった」という発言を行っている。
ヘルベルト・マルクーゼはアメリカ合衆国連邦政府による核兵器正当化のプロパガンダであるとしている。ただし、ソビエト連邦も1961年10月23日の核実験を指して放射性降下物を殆ど出さないきれいな核実験である旨の声明を行っている。
日本共産党は、1973年に「わが党が、ソ連、中国など社会主義国の核兵器は『良い』核兵器で、死の灰を出さないと主張してきたなどという反共宣伝がいまだにおこなわれていますが、これなどはまったく根拠のない低劣な中傷です」と主張しているが、これは放射性降下物の発生の有無の違いがあるということを否定したものであり、社会主義国の核実験を支持してきた事実関係を否定・論評したものではない。また、「米国の核は汚れた核だが、ソ連の核はきれいな核だ」といった言説で、運動への勧誘（オルグ）が行われていたという証言もある。